# Centro de Alimentos Newton
Centro de Alimentos Newton es un importante centro de comida y vendedores ambulantes en Newton, Singapur. 

## Historia
Fue promovido por la Junta de Turismo de Singapur (STB) como una atracción turística para degustar la cocina de Singapur. Se abrió por primera vez en 1971 y se cerró en 2005 porque el gobierno quería renovar el lugar. Luego, el centro de alimentos pasó por una importante renovación antes de reabrir el 1 de julio de 2006.
El lugar cuenta con más de cien diferentes puestos de comida que sirve delicias locales hasta altas horas de la noche.
Algunos de sus vendedores de comida obtuvieron distinciones de la Guía Michelin.

## Galería

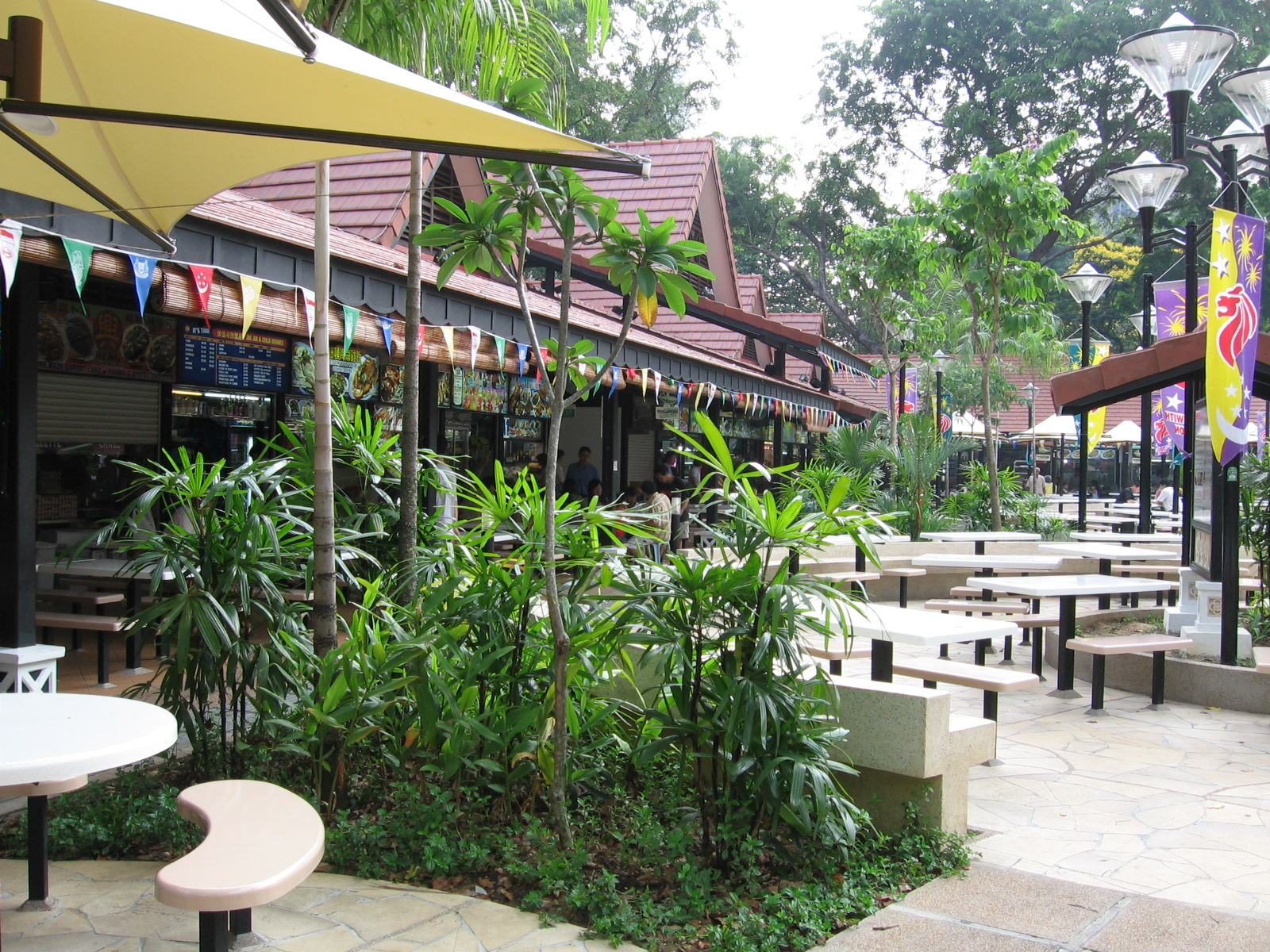
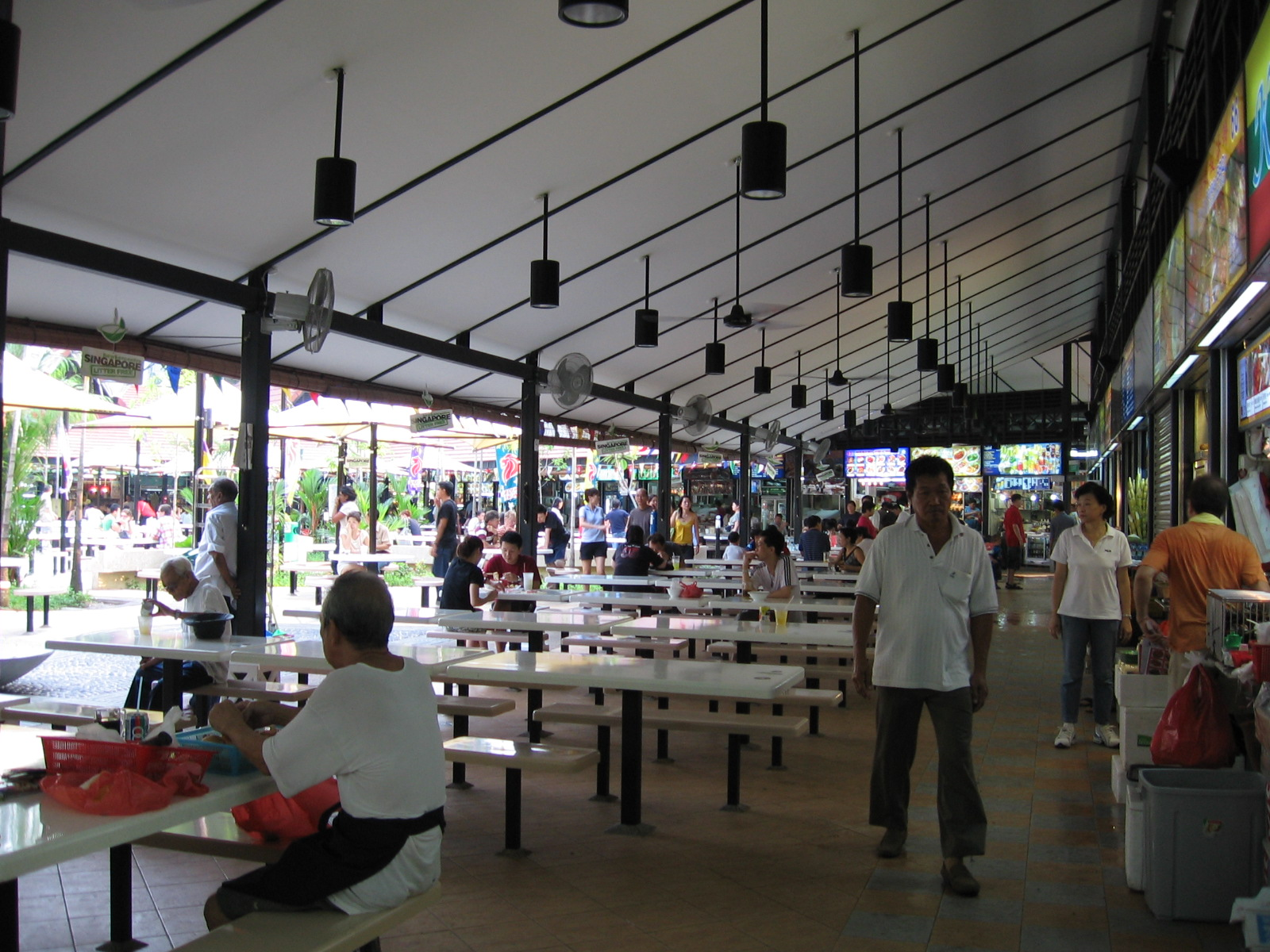
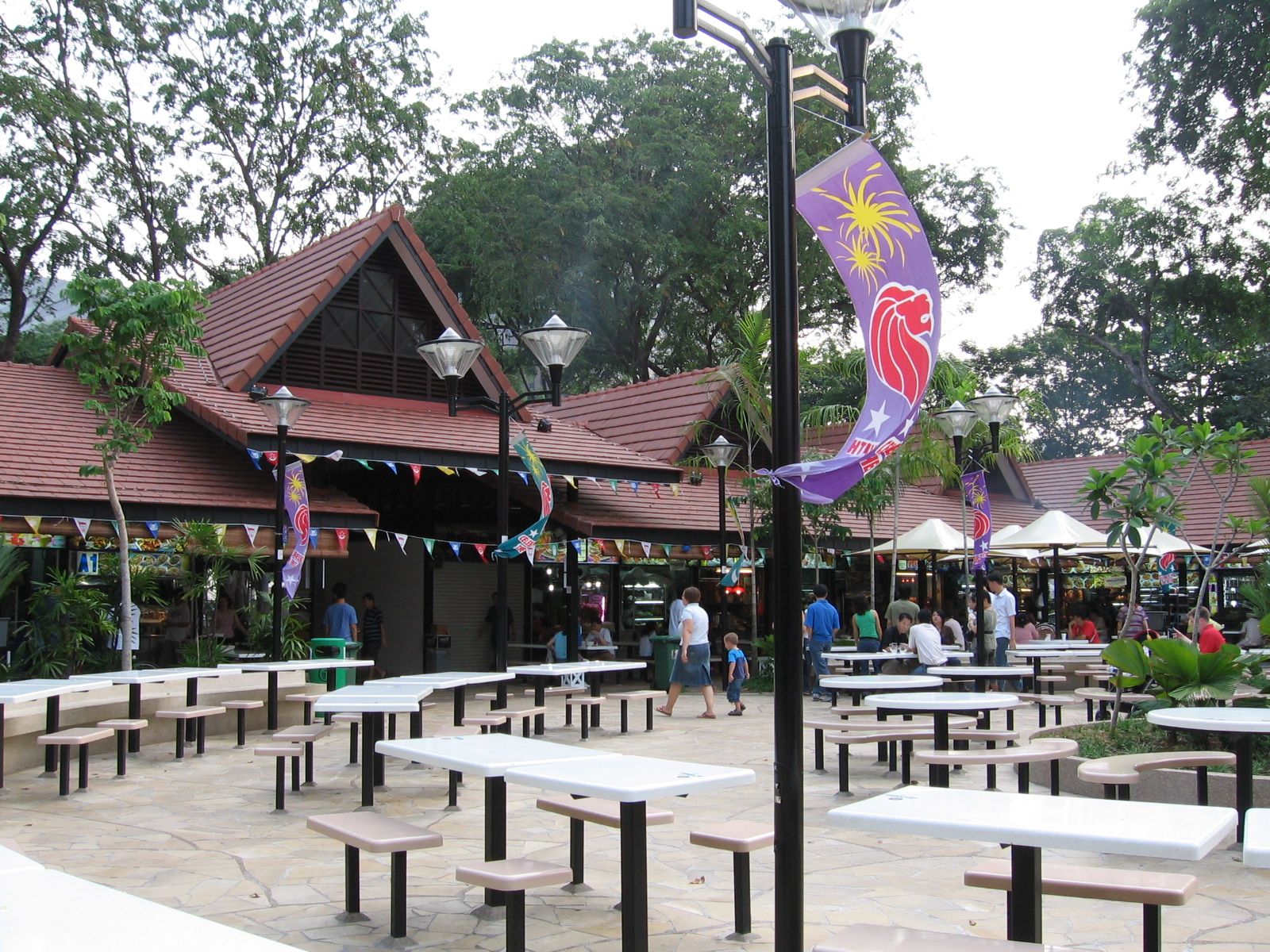